# Dendryphantes melanomerus
Dendryphantes melanomerus är en spindelart som beskrevs av Chamberlin 1924. Dendryphantes melanomerus ingår i släktet Dendryphantes och familjen hoppspindlar. Inga underarter finns listade i Catalogue of Life.